# エドワード・ウォード (第8代ダドリー男爵)
第8代ダドリー男爵および第3代ウォード男爵エドワード・ウォード（英語: Edward Ward, 8th Baron Dudley and 3rd Baron Ward、1683年12月20日洗礼 – 1704年3月28日）は、イングランド貴族。

## 生涯
ウィリアム・ウォード（William Ward、1660年頃 – 1692年5月16日、第7代ダドリー男爵および第2代ウォード男爵エドワード・ウォードの息子）とフランシス・ディルク（Frances Dilke、ウィリアム・ディルクの娘）の息子として生まれ、1683年12月20日にヒムリーで洗礼を受けた。1695年7月11日、ラグビー校に入学した。
1701年8月3日に父が死去すると、ダドリー男爵とウォード男爵の爵位を継承した。
1703年4月9日、ダイアナ・ハワード（Diana Howard、1686年頃 – 1709年3月17日、トマス・ハワードの娘）と結婚、1男をもうけた。
- エドワード（1704年6月16日 – 1731年9月6日） - 第9代ダドリー男爵および第4代ウォード男爵。子供なし

1704年3月28日、ホワイトホールで天然痘により死去、アッシュテッドで埋葬された。死後に生まれた息子エドワードが爵位を継承した。